# Liste des joueurs de Hyères Toulon Var Basket
 (février 2024).
Si vous disposez d'ouvrages ou d'articles de référence ou si vous connaissez des sites web de qualité traitant du thème abordé ici, merci de compléter l'article en donnant les références utiles à sa vérifiabilité et en les liant à la section « Notes et références ».
Cet article est une liste de tous les joueurs ayant porté un jour le maillot du Hyères Toulon Var Basket.

## Quelques précisions
- Les statistiques sont arrêtées à la fin de la saison 2010-2011 du HTV.
- Les joueurs de l'effectif actuel sont inscrits en caractères gras.
- Le nombre de matches est le total de tous les matches officiels (Championnat, Coupe de France, Semaine des As) disputés par le joueur sous les couleurs du HTV soit comme titulaire, soit comme remplaçant. Il ne tient pas compte des matches amicaux.
- Le nombre de points est le total de points inscrits par le joueur sous le maillot du HTV en compétition officielle (Championnat, Coupe de France, Semaine des As).
- Pour les joueurs internationaux, sont indiqués le nombre total de sélections et entre parenthèses le nombre de sélections obtenues sous le maillot du HTV.

- Haut – A
- B
- C
- D
- E
- F
- G
- H
- I
- J
- K
- L
- M
- N
- O
- P
- Q
- R
- S
- T
- U
- V
- W
- X
- Y
- Z

## Joueurs emblématiques
Parmi les joueurs ayant porté le maillot jaune, certains ont marqué leur époque et l'histoire du club. En voici une liste non exhaustive:
- Alexis Ajinça
- Nedeljko Asceric
- Franck Bouteille
- Éric Cérase
- Sean Colson
- Makan Dioumassi
- Kevin Houston
- Laurent Legname
- Vincent Masingue
- Kyle Milling
- Austin Nichols
- Derrick Obasohan
- Jason Rowe
- Saer Sene
- Moustapha Sonko

## Liste des joueurs
| Nom                     | Poste            | Période                            | Matchs | Points | Nationalité                      | Sélections | Points sél. |
| Alexis Ajinça           | Pivot            | 2007 - 2008 novembre/décembre 2011 |        |        | France                           | 8          | 20          |
| Nedeljko Asceric        | Ailier           | 2003 - 2004                        |        |        | Autriche                         |            |             |
| Patrice Atembina        |                  | 2006 - 2008                        |        |        | République démocratique du Congo |            |             |
| David Bailey            |                  | 2006 - 2007                        |        |        | États-Unis                       |            |             |
| Ka'ron Barnes           |                  | 2005 - 2006                        |        |        | États-Unis                       |            |             |
| Brett Beeson            |                  |                                    |        |        | États-Unis                       |            |             |
| Mounir Berkach          |                  |                                    |        |        | France                           |            |             |
| Goran Bošković          |                  | 2003 - 2004                        |        |        | Serbie                           |            |             |
| Franck Bouteille        |                  | 1999 - 2007                        |        |        | France                           |            |             |
| Brian Brown             |                  |                                    |        |        | États-Unis                       |            |             |
| Marc Brown              |                  |                                    |        |        | États-Unis                       |            |             |
| Markus Carr             |                  |                                    |        |        | États-Unis                       |            |             |
| Clément Cavallo         |                  |                                    |        |        | France                           |            |             |
| Éric Cérase             | Meneur           | 2000 - 2003                        |        |        | France                           |            |             |
| Nobel Boungou Colo      |                  |                                    |        |        | France                           |            |             |
| Souarata Cissé          |                  | 2011 -                             |        |        | France                           |            |             |
| Sean Colson             | Meneur           | 2007 - 2008                        |        |        | États-Unis                       |            |             |
| Anthony Christophe      | Meneur           | 2002 - 2005                        |        |        | France                           |            |             |
| Romain Dardaine         |                  |                                    |        |        | France                           |            |             |
| Nouha Diakité           | Pivot            | 2008 - 2009                        |        |        | France Mali                      |            |             |
| Makan Dioumassi         |                  | 2002 - 2003                        |        |        | France                           | 62         |             |
| Anthony Dobbins         |                  | 2010 -                             |        |        | États-Unis                       |            |             |
| Loïc Doucende           |                  |                                    |        |        | France                           |            |             |
| Dontaye Draper          | Meneur           | 2008 -                             |        |        | États-Unis                       |            |             |
| William Dumas           |                  |                                    |        |        | France                           |            |             |
| Terrell Everett         |                  | 2009 -                             |        |        | États-Unis                       |            |             |
| Shaun Fein              |                  | 2010 -                             |        |        | France                           |            |             |
| Jonte Flowers           | Ailier           | 2010 -                             |        |        | États-Unis                       |            |             |
| Erwan Fournier          |                  |                                    |        |        | France                           |            |             |
| Cédric Ferchaud         | Arrière          | 2009 -                             |        |        | France                           | 18         |             |
| Trevor Gaines           |                  |                                    |        |        | États-Unis                       |            |             |
| Karim Gharbi            |                  |                                    |        |        | France                           |            |             |
| Antoine Gillespie       |                  |                                    |        |        | États-Unis                       |            |             |
| Alex Gordon             |                  | 2011 -                             |        |        | États-Unis                       |            |             |
| Tyrone Grant            |                  |                                    |        |        | États-Unis                       |            |             |
| Wade Gugino             |                  |                                    |        |        | États-Unis                       |            |             |
| Kevin Houston           |                  | 2010                               |        |        | États-Unis                       |            |             |
| Rick Hughes             | Ailier fort      | 2008 - 2009 2010 - 2011            |        |        | États-Unis                       |            |             |
| Kent Hill               |                  | 1999 - 2001                        |        |        | France États-Unis                |            |             |
| Éric John               |                  |                                    |        |        | France                           |            |             |
| Axel Julien             |                  |                                    |        |        | France                           |            |             |
| Noami Kali              |                  |                                    |        |        | France                           |            |             |
| Mark Karcher            |                  |                                    |        |        | États-Unis                       |            |             |
| Lahaou Konaté           | Arrière          | 2008 -                             |        |        | France                           |            |             |
| Damir Krupalija         | Ailier fort      | 2010 -                             |        |        | Bosnie-Herzégovine               |            |             |
| Geoff Lear              | Ailier fort      | 1996 - 1997                        |        |        | France                           |            |             |
| Laurent Legname         | Meneur - Arrière | 1995 - 2008 2009 -                 |        |        | France                           |            |             |
| Anthony Le Gall         |                  |                                    |        |        | France                           |            |             |
| Vincent Masingue        | Pivot            | 2007 - 2011                        |        |        | France                           | 30         | 165         |
| Paul McPherson          | Arrière          | 2008 -                             |        |        | États-Unis                       |            |             |
| Floyd Miller            |                  |                                    |        |        | Jamaïque                         |            |             |
| Kyle Milling            |                  | 2005 - 2009                        |        |        | France                           |            |             |
| Silas Mills             |                  | 2007                               |        |        | États-Unis                       |            |             |
| Yann Mollinari          | Arrière          | 2002 - 2003                        |        |        | France                           |            |             |
| Paccelis Morlende       | Meneur           | 2010 -                             |        |        | France                           |            |             |
| Dušan Nedić             |                  | 2004 - 2007                        |        |        | Serbie-et-Monténégro             |            |             |
| Austin Nichols          |                  | 2006 - 2009                        |        |        | États-Unis                       |            |             |
| Jean-Christophe Nivière | Meneur           | 2003 - 2004                        |        |        | France                           |            |             |
| Derrick Obasohan        |                  | 2006 - 2007                        |        |        | États-Unis                       |            |             |
| Hrovje Perincic         |                  | 2008 -                             |        |        | Croatie                          |            |             |
| Pierre Pierce           |                  | 2008 - 2010                        |        |        | États-Unis                       |            |             |
| Anton Ponomarev         |                  |                                    |        |        | Kazakhstan                       |            |             |
| Kareem Reid             | Meneur           | 2011                               |        |        | États-Unis                       |            |             |
| Shawnta Rogers          | Meneur           | 2008 - 2009                        |        |        | États-Unis                       |            |             |
| Jason Rowe              | Meneur           | 2003 - 2006                        |        |        | États-Unis                       |            |             |
| Mohamed Saer Sene       | Pivot            | 2009 - 2010                        |        |        | Sénégal                          |            |             |
| Vincent Schlosser       |                  |                                    |        |        | Belgique                         |            |             |
| Laurent Sciarra         | Meneur           | 1990 - 1993                        |        |        | France                           |            |             |
| Moustapha Sonko         | Arrière          | 2008 - 2009                        |        |        | France                           |            |             |
| Kevin Strickland        |                  |                                    |        |        | États-Unis                       |            |             |
| Ismaïla Sy              | Arrière          | 2007 - 2008                        |        |        | France                           |            |             |
| Franck Tchiloemba       |                  | 2002-2003                          |        |        | France                           |            |             |
| Jean-Francois Thery     |                  |                                    |        |        | France                           |            |             |
| Florent Tortosa         |                  |                                    |        |        | France                           |            |             |
| Axel Trifogli           |                  |                                    |        |        | États-Unis                       |            |             |
| Darrell Tucker          |                  | 2008-2009                          |        |        | États-Unis                       |            |             |
| Thomas Terrell          | Ailier fort      | 2008 - 2009 2011 - 2012            |        |        | France                           |            |             |
| Thomas Turpin           |                  |                                    |        |        | France                           |            |             |
| Thomas Vergnes          |                  |                                    |        |        | France                           |            |             |
| Joshua Vielotte         |                  |                                    |        |        | France                           |            |             |
| James Voskuil           |                  | 1996 - 1998                        |        |        | États-Unis                       |            |             |
| Ognjen Vukićević        |                  |                                    |        |        | Serbie-et-Monténégro             |            |             |
| Glen Whisby             |                  |                                    |        |        | États-Unis                       |            |             |
| Anthony Williams        | Ailier fort      | 2007 - 2008                        |        |        | États-Unis                       |            |             |
| Brian Wethers           |                  |                                    |        |        | États-Unis                       |            |             |
| Guillaume Yango         | Pivot            | 2011 -                             |        |        | France                           |            |             |
| Maxime Zianveni         | Ailier           | 2008 - 2009 2011 -                 |        |        | France République centrafricaine |            |             |